# Hroðgar
Hroðgar Halfdansson pan Hrodgar, Hróarr, Hroar, Roe, Roas o Ro (n. 526), fue un legendario rey vikingo de Selandia, Dinamarca durante la Era de Vendel (siglo VI), de la dinastía Skjöldung. La fecha nunca ha sido tema de polémica y se da como válida por las fuentes escritas contemporáneas y las incursiones de Hygelac en Frisia hacia 516. Su figura protohistórica recibe el aval de las excavaciones arqueológicas en los montículos funerarios de los reyes Eadgils y Ohthere en Suecia.
Era hijo del rey legendario Healfdene, hermano de Halga (Helgi) y tío del héroe Hrólfr Kraki (Hroðulf). Según Beowulf casó con Wealhþeow del clan familiar de los Ylfing y tuvo dos hijos, Hreðric y Hroðmund.
Aparece en diversas fuentes literarias como el poema épico Beowulf (Hroðgar), Widsith, Hrólfs saga kraka (Hróarr), saga Skjöldunga (Roas), Bjarkarímur y Hversu Noregr byggdist. También otros anales medievales como Gesta Danorum (Roe) de Saxo Grammaticus (finales del siglo XII), le mencionan expresamente.

## Etimología
Hroðgar es una variante que procede de fuentes anglosajonas y otros equivalentes escandinavos cuyo origen es el protonórdico *Hrōþigaizaz (lanza famosa) No obstante, su forma en nórdico antiguo Hróarr y variantes no proceden de *Hrōþigaizaz, sino de *Hrōþiwarjaz (defensor valiente) o *Hrōþiharjaz (guerrero famoso).